# Super Mario 3D World
Super Mario 3D World (スーパーマリオ3Dワールド Sūpā Mario Surī Dī Wārudo?) es un videojuego de plataformas desarrollado y publicado por Nintendo para la Nintendo Wii U. Es el sexto juego de plataformas 3D original de la serie Super Mario y la secuela de Super Mario 3D Land, un título de 2011 para Nintendo 3DS. El juego también se relanzó para Nintendo Switch en Super Mario 3D World + Bowser's Fury el 21 de febrero de 2021.
Los jugadores controlan Mario y sus amigos que intentan rescatar criaturas parecidas a hadas llamadas Sprixies de Bowser, que invade el reino conocido como el Reino de Sprixie. El juego es similar a los juegos anteriores de Mario, con jugadores progresando a través de niveles para llegar a Bowser. Cuenta con un selector de personajes, así como la introducción de un power-up llamado Super Bell, que convierte al jugador en un gato, lo que le permite escalar paredes y usar un ataque de arañazos. Super Mario 3D World + Bowser's Fury, un puerto mejorado incluido con el juego Bowser's Fury, fue lanzado para Nintendo Switch el 12 de febrero de 2021.
Super Mario 3D World fue aclamado por su diseño de nivel, presentación, valor de reproducción y banda sonora, aunque algunos críticos criticaron su cámara poco de contable en el modo multijugador. El juego fue un éxito financiero, con la versión de Wii U vendiendo 5,89 millones de unidades y la versión de Nintendo Switch vendiendo 12,38 millones de unidades en todo el mundo a partir de septiembre de 2023, convirtiéndose en el segundo juego más vendido para Wii U  y uno de los juegos más vendidos para Nintendo Switch. Entre ambas versiones, se han vendido un total de 18,47 millones de unidades en todo el mundo.

## Historia
Mario y sus amigos están disfrutando de una fantástica noche de fuegos artificiales en el Reino Champiñón cuando se encuentran con una misteriosa tubería de cristal de la que sale una princesa hada.
Poco tardan en enterarse de que Bowser ha hecho de las suyas. Esta vez se está dedicando a embotellar hadas y luego se las queda como presas. Cuando Bowser vuelve a hacer acto de presencia y se lleva a su nueva amiga en sus narices, Mario, Luigi, Peach y Toad se lanzan por la tubería hasta el reino de las hadas para salvarla y para truncar una vez más los planes de Bowser.

## Jugabilidad
El juego sigue un estilo de juego similar a Super Mario 3D Land, que combina la jugabilidad libre de itinerancia de los títulos 3D de Mario con la mecánica de los juegos de plataformas de desplazamiento lateral en 2D de la serie, que van tan lejos como para incluir un banderín y el temporizador en cada nivel. Cuatro personajes jugables diferentes están disponibles inicialmente en Super Mario 3D World: Mario, Luigi, la Princesa Peach, Toad. Además, Rosalina es un quinto personaje jugable desbloqueable. Al igual que sus apariciones en Super Mario Bros. 2, cada uno de los personajes posee habilidades y controles únicos: Mario tiene una velocidad promedio en carrera y salto de altura; Luigi salta más alto y cae más lento pero tiene menor tracción; Peach puede saltar y flotar a través del aire por un corto período de tiempo, pero no correr tan rápido; Toad es quien corre más rápido, pero no puede saltar tan alto y cae más rápido, y Rosalina puede utilizar el movimiento ataque giratorio como se ve en los títulos de Super Mario Galaxy, pero tiene la velocidad de funcionamiento más lento.El jugador puede seleccionar cualquiera de los cinco personajes para utilizar antes de comenzar un nivel, y hasta cuatro jugadores pueden explorar al mismo nivel al mismo tiempo con cada personaje, compartiendo un grupo de vidas extra. Al igual que New Super Mario Bros. Wii y New Super Mario Bros. U, los jugadores son capaces de recoger y llevar a unos a otros para ayudarlos a través de ciertas áreas.
Los niveles se acceden a través de un mapa del mundo, que los jugadores pueden explorar libremente para encontrar secretos ocultos o áreas de bonificación de acceso para ganar más puntos o monedas. Cada nivel contiene tres estrellas verdes coleccionables, que son necesarias para acceder a ciertos niveles, y cada nivel principal contiene un sello oculto que se usó en publicaciones escritas a mano en la ahora desaparecida comunidad en línea Miiverse. Los jugadores también pueden ver los mensajes dejados por otros jugadores, tanto en el mapa mundial como después de completar un nivel, y pueden descargar 'Mii Ghosts', que son registros en vivo de otros jugadores que completan niveles. Se puede competir contra fantasmas y pueden tener premios de regalo, como monedas o vidas extra. Se pueden obtener estrellas verdes adicionales en los niveles Captain Toad, Mystery House y Challenge.
Junto con los elementos que regresan de juegos anteriores, como la Flor de Fuego, Hoja de Super Mario, Mega Champiñón, Caja Propulsora y la Flor Búmeran, se introducen varios elementos. La Super Campana les da a los jugadores un traje de gato, lo que les permite correr más rápido, realizar ataques únicos y escalar paredes para llegar a nuevas áreas. Una variación de la Super Campana, la Campana Suerte, permite al jugador transformar temporalmente su personaje en una estatua de un gato de la suerte que otorga monedas bajo ciertas condiciones. La Cereza Doble crea un clon del jugador, lo que permite ataques más efectivos y una mayor probabilidad de supervivencia; Cuantas más Cerezas Dobles use un jugador, más clones aparecerán. Los jugadores pueden usar cajas de cañón que disparan a los enemigos, bloques de luz que pueden derrotar a los fantasmas y máscaras de Goomba que les permiten mezclarse con los Goombas enemigos. Los jugadores pueden recoger varios objetos, como bombas, pelotas de béisbol y Plantas Piraña (que pueden usarse para derrotar enemigos o resolver acertijos) y pueden montar en un zapato de patinaje o en un dinosaurio acuático llamado Plessie.
El Wii U GamePad permite a los jugadores frotar la pantalla táctil, soplar en el micrófono para revelar bloques u objetos ocultos, obstaculizar a los enemigos, activar mecanismos y usar el juego fuera de televisión. El juego es compatible con el Wii Remote, el Nunchuk, el Wii Classic Controller y el Wii Classic Controller.Se accede a una versión desbloqueable de Mario Bros. con el tema de Luigi, Luigi Bros., completando el juego o teniendo datos guardados de New Super Luigi U.

## Desarrollo
El desarrollo de Super Mario 3D World comenzó poco después del lanzamiento de Super Mario 3D Land con Nintendo EAD Tokyo a la cabeza del proyecto; 1-Up Studio brindó asistencia para el desarrollo. Un equipo de 100 personas, incluido el productor Yoshiaki Koizumi, escribieron ideas para la mecánica del juego en notas adhesivas, que fueron recogidas en las paredes del estudio. Las ideas aprobadas por el equipo se implementarían en el juego para realizar pruebas. El codirector Kenta Motokura declaró: "Discutimos y descartamos una gran cantidad de ideas durante el desarrollo; a veces simplemente no se puede saber si una idea es buena o mala mirándola en la mesa de dibujo; cuando esto sucede, la intentamos". en el juego. Si no encontramos la idea divertida, no llegará al producto final. Hubo muchos idas y venidas en los diseños del campo debido a esto".El codirector Koichi Hayashida declaró que Super Mario 3D World estaba destinado a ser un juego de Wii U para la base de fans de New Super Mario Bros., así como una continuación de facto de Super Mario 3D Land.Se demostró que implementar la función multijugador del juego era complicado, ya que el objetivo del equipo era perfeccionar la cámara para los cuatro jugadores simultáneamente sin que "se sintieran excluidos". Motokura expresó que el juego fue diseñado para ser "altamente intuitivo y de fácil acceso"."Diseñamos este juego para que los jugadores realmente pudieran sumergirse en él y completar todos los niveles sin tener que leer mucho texto o lidiar con controles difíciles, ya sea jugando solos o con otros", añadió Motokura. Koizumi dijo que el equipo "hizo todo lo posible para insertar elementos [que permitan] a los jugadores disfrutar aún más de los extensos entornos".
Las ideas para el vestuario felino del juego surgieron al principio del desarrollo, para implementar una mecánica de ataque, introducir la capacidad de escalar paredes y ayudar a los jugadores novatos a superar obstáculos. "Cuando empezamos, estábamos pensando en diferentes tipos de acciones que Mario podría realizar", dijo Motokura en una entrevista con IGN. "Pensando en esas diferentes acciones [...] resultó que un gato era un animal perfecto que todo el mundo conoce".
Con respecto a los potenciadores, Motokura dijo que el proceso de incluir potenciadores implica equilibrar la experiencia de un jugador novato entre la dificultad y "lo divertido del juego". Añadió que el equipo quería introducir "nuevas" formas de usar potenciadores clásicos, como usar la Flor de Fuego en tuberías transparentes.
La inspiración para la Cereza Doble, que clona un personaje jugador, llegó tarde en el desarrollo cuando un diseñador de niveles insertó erróneamente una copia adicional del modelo de personaje de Mario en un nivel. El equipo se sintió aliviado al ver que el juego no fallaba con dos personajes idénticos presentes, y les divirtió que ambos pudieran controlarse simultáneamente. Los desarrolladores "lucharon" para incluir esta característica en el juego final.Motokura afirmó que también está diseñado para jugadores individuales para "[... ayudar] a replicar algunas situaciones" con elementos multijugador.
La decisión de incluir un mapa mundial libre fue "un elemento muy importante" y le dio al equipo más "libertad" para localizar niveles de mayor dificultad. "En un solo mundo, el mapa mundial, puedes tener todo tipo de experiencias diferentes. [... queremos] enfatizar algunos de los otros elementos que tienen forma libre dentro de los mapas mundiales", dijo Motokura.
Según Hayashida, originalmente Peach no estaba destinado a ser un personaje jugable hasta que el productor Yoshiaki Koizumi sugirió su inclusión. Hablando con Polygon, Koizumi razonó que es para enfatizar la representación femenina. "Siento que los juegos de Mario, como saben, han representado mucha representación de personajes masculinos a lo largo de los años", dijo. "Quizás mucho más que una mujer, por lo que es realmente agradable poder tener un personaje jugable femenino en el juego".Miyamoto también comentó sobre su propio razonamiento diciendo: "Agregaré que las mujeres gato tienen un lado sexy y quería ver cómo sería un Peach felino (risas)".Koizumi añadió: "Creo que añade mucho a la sensación de competencia cuando entras en el modo multijugador. Puedes tener diferentes personas eligiendo diferentes personajes basándose en su personalidad o en quien quieran".De manera similar, Rosalina se agregó más tarde como personaje jugable. Motokura dijo: "Estaba pensando en lo que sería agradable después del final y quería incorporar otro personaje femenino además de la Princesa Peach. Rosalina tiene seguidores entre la base de fans de Super Mario Galaxy y recientemente apareció en Mario Kart, así que creo que es muy conocida."Yoshi también fue planeado en un momento, pero fue descartado debido a que muchos de sus movimientos eran demasiado similares a otras funciones de personajes y elementos, como la flotación de Peach, la masticación de la Planta Piraña y las habilidades de montar de Plessie (que puede permitir tres personajes adicionales).
Según Koizumi, también se planeó que el juego tuviera una función 3D estereoscópica similar a Super Mario 3D Land, pero se abandonó debido a preocupaciones multijugador sobre el uso de gafas 3D. Shigeru Miyamoto, el creador de Mario, dijo que "el equipo tenía un fuerte deseo desde el principio de llamarlo 3D World".

### Música
La banda sonora del juego fue compuesta por Mahito Yokota (también director de sonido), Toru Minegishi, Koji Kondo y Yasuaki Iwata, e interpretada por la Mario 3D World Big Band, que formaron después de inspirarse en la música jazz. "Naturalmente, hay muchas canciones interpretadas en vivo", afirmó Yokota. "Estamos arreglando la música con un aire de big band, aprovechando una sección de viento completa con trompetas y saxofones". Además de las nuevas composiciones del juego, también presenta nuevos arreglos de juegos como Super Mario Bros. 2.
Al desarrollar la música, Yokota mencionó que trabajó en pistas "divertidas y enérgicas" para que coincidieran con el tema del gato del juego, y algunas incluso usaron melodías de guitarra eléctrica y trombón que imitaban los sonidos de "maullido" de un gato. Después de trabajar en Super Mario Galaxy y su sucesor, uno de los objetivos de Yokota para la banda sonora era cambiar la dirección musical de los juegos, ya que la mayor parte de 3D World se desarrolla en el suelo. "El juego se desarrolla principalmente en tierra firme, por lo que no hay la sensación majestuosa o flotante de la serie Mario Galaxy; en cambio, la música tiene una atmósfera más rítmica, algo con lo que querrás bailar", dijo. Al preguntar sobre las bandas sonoras orquestadas en vivo para el juego, realizadas anteriormente en los juegos de Super Mario Galaxy, se le pidió a un reportero de Destructoid que "esperara más información al respecto pronto".
Se lanzó una banda sonora para los miembros del Club Nintendo en Japón, Australia y Europa, con 77 pistas en dos CD.

## Recepción

### Prelanzamiento
Polygon elogió el aspecto del modo de cuatro jugadores, pero su única queja es que Nintendo ha tardado demasiado tiempo para implementarlo en un juego de Super Mario en 3D. Gamerologies describió el juego como "mezcla la filosofía de los juegos clásicos de plataformas 2D con el control y la innovación que ofrece el paso a las tres dimensiones" puntuándolo con un 9/10.
Después de probar la versión demo de la E3 2013, el lugar Jeuxvideo.com afirma que el juego será un buen juego de plataformas entre Super Mario 3D Land y New Super Mario Bros. y que el placer está presente, pero no hay suficiente noticias sobre la jugabilidad.

## Super Mario 3D World + Bowser's Fury
El 3 de septiembre de 2020, en un Nintendo Direct se anunció, con motivo del 35.º aniversario de Super Mario Bros., el videojuego Super Mario 3D World + Bowser's Fury para Nintendo Switch, el cual llegó el 12 de febrero de 2021 con novedades respecto al juego original de Wii U, tales como un nuevo modo de juego (el llamado Bowser's Fury del título), y la inclusión de multijugador online. También se anunciaron dos figuras Amiibo de Mario y Peach versión felina.

### Bowser's Fury
Una característica de Bowser's Fury es de que el estilo de gameplay es el mismo que el de Super Mario 3D World (Incluyendo el uso de los mismos Power-up's del juego), mientras que el estilo de mundo abierto está basado fuertemente en la jugabilidad de Super Mario Odyssey (También para Nintendo Switch).
Ahora solo se podrá controlar a Mario en todo el juego, mientras que un segundo jugador puede controlar a Bowser Jr. para ayudar a Mario en su aventura.
En algunas ocasiones, Bowser transformado en un gigante de color negro despertará y comenzará a atacar a Mario y a Bowser Jr. así que Mario debe de conseguir suficientes "Cat-Shines" para encender unos faros que debilitan a Bowser, o usar un nuevo Power-up llamado "La Giga Campana Felina" con el cual Mario se hará gigante y puede enfrentarse cuerpo a cuerpo contra Bowser.